# Setylaides canescens
Setylaides canescens är en skalbaggsart som beskrevs av Vladimir Balthasar 1933. Setylaides canescens ingår i släktet Setylaides och familjen Aphodiidae. Inga underarter finns listade i Catalogue of Life.